# Lauren
Lauren Eduarda Leal Costa (Votorantim, São Paulo; 13 de septiembre de 2002), más conocida como Lauren, es una futbolista brasileña. Juega como defensora en el Atlético de Madrid de la Primera División Femenina de España. Es internacional con la selección de Brasil, con la cual ganó la medalla de plata en los Juegos Olímpicos de París 2024.

## Trayectoria

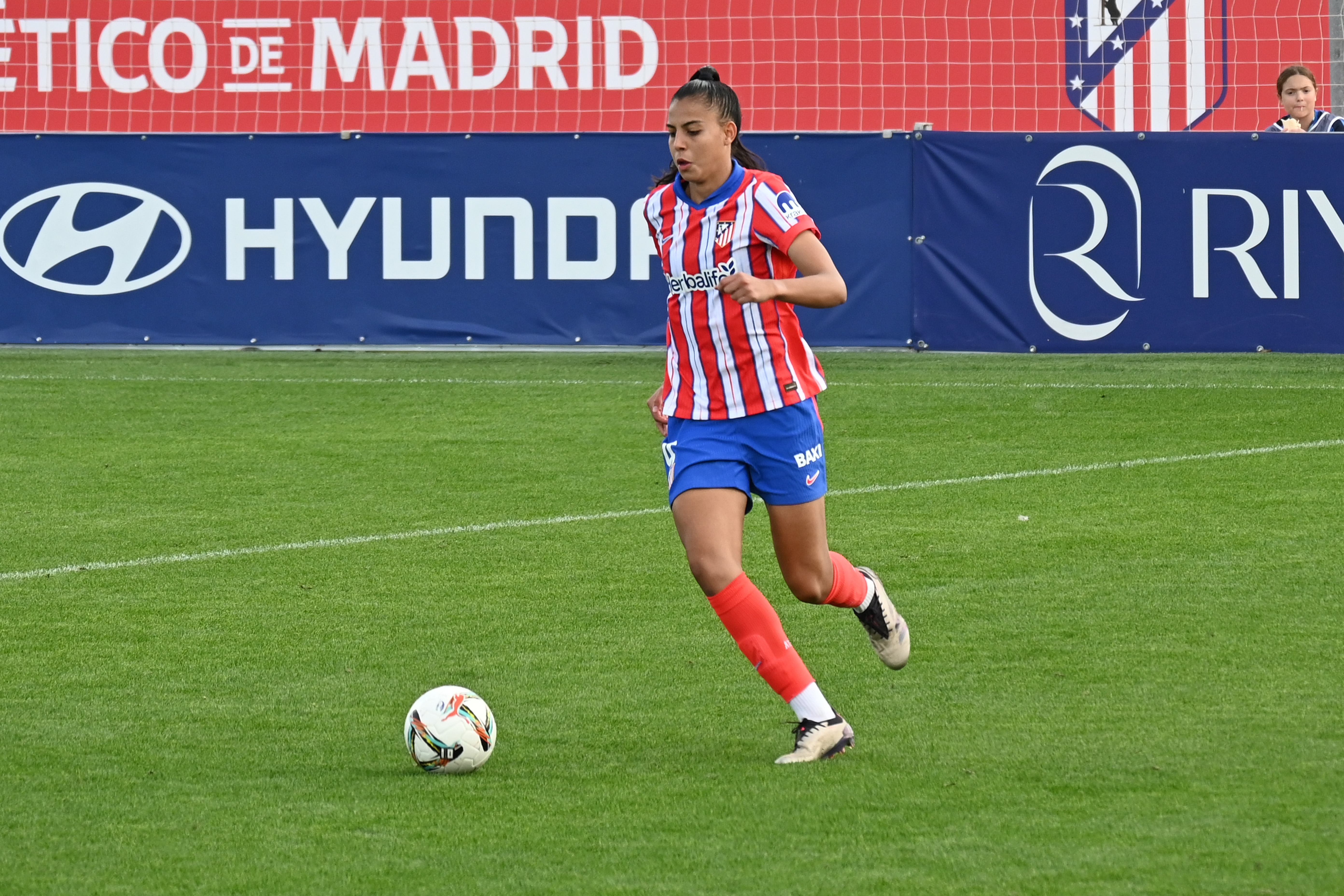
Lauren Leal en septiembre de 2024

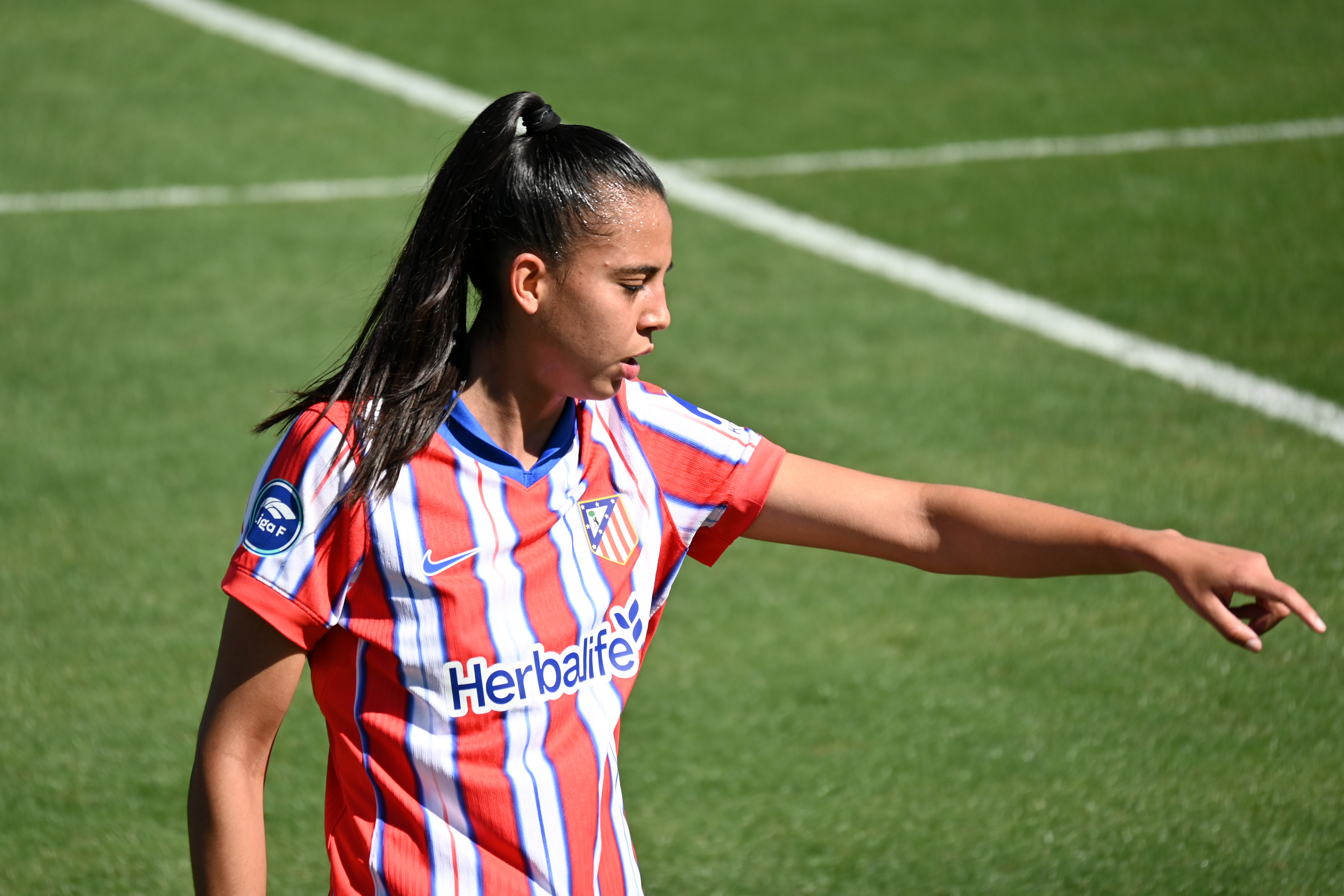
Lauren Leal en septiembre de 2024

Lauren jugó en las calles antes de pasar a jugar en el Centro Olímpico de São Paulo, en un proyecto dirigido por el Ayuntamiento de la ciudad, y luego a  la cantera del São Paulo FC, formando parte de la sub-15 que, en su primer año de competencia, ganó el Campeonato Paulense sub-17 de 2017. Continuó como capitana del equipo y conquistó nuevamente en las juveniles el triple campeonato interestatal: la Copa Nike, la Fiesta Sudamericana y el campeonato brasileño. Lauren declaró que siempre contó con el apoyo de su familia para llegar a ser futbolista profesional.
Tras estar como cedida en el Centro Olímpico para la temporada 2018 sin jugar nunca en la liga, regresó al São Paulo en 2020 esta vez siendo parte del primer equipo que llegó a las semifinales del Campeonato Brasileño, los cuartos de final del campeonato estatal y el segundo lugar en la Copa Paulista.
Permaneció en el club paulista la temporada siguiente, jugando 27 partidos en la Série A1 y peleando con el Corinthians por conquistar, sin éxito, el título en la doble final del campeonato paulista de 2021.
En el parón invernal decidió afrontar su primera experiencia en el extranjero, viajando a España para unirse al Madrid CFF, uno de los cinco refuerzos que compra el club madrileño para la segunda parte de la temporada 2021-22. En el Madrid CFF, bajo la dirección de María Pry compartió defensa con sus compatriotas Mónica, Daiane y Antonia y jugó 11 partidos en su primera media temporada, acabando como titular. En su segunda temporada siguió siendo titular, primero con Pry, y cuando ella causó baja por maternidad, bajo las órdenes de Víctor Martín, que siguió confiando en ella.
En julio de 2023 fichó por el Kansas City Current, donde apenas tuvo oportunidades y jugó sólo cinco encuentros, en los que marcó un tanto. En agosto de 2024 pasó a fichar por el Atlético de Madrid, donde se hizo con un puesto en el once inicial inmediatamente. El Atlético de Madrid, dirigido este año por Víctor Martín, se clasificó para la Liga de Campeones en la última jornada y alcanzó la final de la Copa de la Reina, aunque cayó en la ronda previa de la competición europea y en la semifinal de la Supercopa.

## Selección nacional

### Categorías inferiores
Empezó a ser convocada con la selección sub-17 de Brasil al menos desde principios de 2017. En marzo de 2018 participó en 3 partidos del Campeonato Sudamericano Sub-17, dos en la fase de grupos y uno en el cuadrangular final, en el que se proclamaron campeonas continentales. Con este resultado se clasificaron para el Mundial que se disputaría ese mismo año en noviembre en Uruguay, en el que fue convocada, pero en el que no llegó a debutar y Brasil fue eliminada en la fase de grupos. previamente ese mismo año fue convocada para diaputar un torneo amistoso en Sudáfrica.
Al año siguiente fue convocada con la sub-20 para disputar un torneo amistoso en Estados Unidos. Debutó el 9 de diciembre de 2019 ante Francia. Meses después participó en la Liga Sudamericana, antes de disputar el Campeonato Sudamericano, que tras participar en 3 de los 4 encuentros de la primera fase, fue cancelado por la pandemia de Covid-19.
En 2021, cuando se retomaron las actividades deportivas juveniles, jugó algunos amistosos y llegó  a ser capitana de la selección sub-20 con sólo 18 años. A finales de ese año debutó con la selección absoluta, alternando su participación en ambas categorías.
En 2022 participó en el Sudamericano Sub-20 disputado en Chile. Apareció en otros seis duelos y se llevó el título con sus compañeras Canarinhas. En el Mundial Sub-20 de 2022, defendió la camiseta de su país en todos los partidos del certamen, donde Brasil se colgó el bronce.

### Selección absoluta
El 20 de septiembre de 2021 debutó con la selección absoluta de Brasil ante Argentina. Después alternó su participación entre la selección absoluta y la sub-20. En 2023 participó en la Finalissima, en la que fueron derrotadas por Inglaterra. Ese mismo año participó en el Mundial de Australia y Nueva Zelanda. Fue titular en el primer partido, en el que golearon a Panamá.  Ante Francia perdieron y se jugaron la clasificación en el último encuentro ante Jamaica, con la que empataron y quedaron eliminadas como terceras en su grupo.
Empezó 2024 logrando el segundo puesto en la Copa Oro Femenina de la Concacaf. En verano de 2024 logró la medalla de plata en los Juegos Olímpicos de París, tras una disputada fase de grupos, y luego eliminar a Francia y España para caer en la final ante Estados Unidos.
El 1 de diciembre de 2024 marcó su primer gol con la selección en un partido amistoso ante Australia.

## Estadísticas

### Clubes
Actualizado al último partido jugado el 7 de junio de 2025.
| São Paulo FC · Brasil              | 1.ª                 | 2020                | 13  | 0 |   |   |   |   | - | - | - | 13  | 0 |   | -    |
| São Paulo FC · Brasil              | 1.ª                 | 2021                | 14  | 0 |   |   |   |   | - | - | - | 14  | 0 |   | -    |
| São Paulo FC · Brasil              | Total               | Total               | 27  | 0 |   |   |   |   | - | - | - | 27  | 0 |   | -    |
| Madrid C. F. F. · España           | 1.ª                 | 2021-22             | 11  | 0 | 0 | 2 | 0 | 0 | - | - | - | 13  | 0 | 0 | -    |
| Madrid C. F. F. · España           | 1.ª                 | 2022-23             | 29  | 2 | 0 | 1 | 0 | 0 | - | - | - | 30  | 2 | 0 | 0.07 |
| Madrid C. F. F. · España           | Total               | Total               | 40  | 2 | 0 | 3 | 0 | 0 | - | - | - | 43  | 2 | 0 | 0.05 |
| Kansas City Current Estados Unidos | NWSL                | 2023                | 2   | 0 | 0 | - | - | - | - | - | - | 2   | 0 | 0 | -    |
| Kansas City Current Estados Unidos | NWSL                | 2024                | 3   | 1 | 0 | - | - | - | - | - | - | 3   | 1 | 0 | 0.33 |
| Kansas City Current Estados Unidos | Total               | Total               | 5   | 1 | 0 | - | - | - | - | - | - | 5   | 1 | 0 | 0.20 |
| Atlético de Madrid · España        | 1.ª                 | 2024-25             | 29  | 2 | 0 | 6 | 0 | 0 | 2 | 1 | 0 | 37  | 3 | 0 | 0.08 |
| Atlético de Madrid · España        | Total               | Total               | 29  | 2 | 0 | 6 | 0 | 0 | 2 | 1 | 0 | 37  | 3 | 0 | 0.08 |
| Total en su carrera                | Total en su carrera | Total en su carrera | 101 | 4 | 0 | 9 | 0 | 0 | 2 | 1 | 0 | 112 | 6 | 0 | 0.05 |
| 1. 2. 3.                           |                     |                     |     |   |   |   |   |   |   |   |   |     |   |   |      |

### Selección
Actualizado al último partido jugado el 8 de abril de 2025.
| Selecciones | Año   | Otros Oficiales(5) | Otros Oficiales(5) | Otros Oficiales(5) | Mundial (6) | Mundial (6) | Mundial (6) | Amistosos | Amistosos | Amistosos | Total | Total | Total  | Media goleadora |
| Selecciones | Año   | Part.              | Goles              | Asist.             | Part.       | Goles       | Asist.      | Part.     | Goles     | Asist.    | Part. | Goles | Asist. | Media goleadora |
| --- | ----- | ------------------ | ------------------ | ------------------ | ----------- | ----------- | ----------- | --------- | --------- | --------- | ----- | ----- | ------ | --------------- |
| Sub-17 · Brasil | 2017  | -                  | -                  | -                  | -           | -           | -           | ?         |           |           |       |       |        | -               |
| Sub-17 · Brasil | 2018  | 3                  | 0                  |                    | 0           | 0           | 0           | ?         |           |           | 3     | 0     |        | -               |
| Sub-17 · Brasil | Total | 3                  | 0                  |                    | -           | -           | -           |           |           |           | 3+    | 0     |        | -               |
| Sub-20 · Brasil | 2019  | -                  | -                  | -                  | -           | -           | -           | 3         | 0         |           | 3+    |       |        |                 |
| Sub-20 · Brasil | 2020  | 3                  | 0                  |                    | -           | -           | -           |           |           |           | 3+    |       |        |                 |
| Sub-20 · Brasil | 2021  | -                  | -                  | -                  | -           | -           | -           | 3+        |           |           | 3+    |       |        |                 |
| Sub-20 · Brasil | 2022  | 6                  | 0                  |                    | 6           | 0           | 0           | 1+        |           |           | 13+   |       |        |                 |
| Sub-20 · Brasil | Total | 9                  | 0                  |                    | 6           | 0           | 0           | 7+        |           |           | 22+   |       |        |                 |
| Abs · Brasil | 2021  | -                  | -                  | -                  | -           | -           | -           | 3         | 0         |           | 3     | 0     |        | -               |
| Abs · Brasil | 2022  | 1                  | 0                  |                    | -           | -           | -           | 3         | 0         |           | 4     | 0     |        | -               |
| Abs · Brasil | 2023  | -                  | -                  | -                  | 2           | 0           | 0           | 9         | 0         | 0         | 11    | 0     | 0      | -               |
| Abs · Brasil | 2024  | 2                  | 0                  |                    | 5           | 0           | 0           | 3         | 1         | 0         | 10    | 1     | 0      | 0.10            |
| Abs · Brasil | 2025  |                    |                    |                    |             |             |             | 1         | 0         | 0         | 1     | 0     | 0      | -               |
| Abs · Brasil | Total | 3                  | 0                  |                    | 7           | 0           | 0           | 19        | 1         |           | 29    | 1     |        | 0.03            |
| (5) Se incluyen Copa América, Campeonatos Sudamericanos y Copa Oro de la Concacaf. (6) Se incluyen Juegos Olímpicos |       |                    |                    |                    |             |             |             |           |           |           |       |       |        |                 |

#### Participaciones en Mundiales
| Competición            | Categoría          | Sede                      | Resultado      | Partidos | Goles |
| ---------------------- | ------------------ | ------------------------- | -------------- | -------- | ----- |
| Mundial sub-17 de 2018 | Selección sub-17   | Uruguay                   | Fase de grupos | 0        | 0     |
| Mundial sub-20 de 2022 | Selección sub-20   | Costa Rica                | Tercer puesto  | 6        | 0     |
| Mundial de 2023        | Selección absoluta | Australia / Nueva Zelanda | Fase de grupos | 2        | 0     |
| Total                  | –                  | –                         | –              | 8        | 0     |

#### Participaciones en Juegos Olímpicos
| Competición                    | Categoría          | Sede    | Resultado        | Partidos | Goles |
| ------------------------------ | ------------------ | ------- | ---------------- | -------- | ----- |
| Juegos Olímpicos de París 2024 | Selección absoluta | Francia | Medalla de plata | 5        | 0     |
| Total                          | –                  | –       | –                | 5        | 0     |

#### Participaciones en Competiciones Continentales
| Competición                     | Categoría          | Sede           | Resultado    | Partidos | Goles |
| ------------------------------- | ------------------ | -------------- | ------------ | -------- | ----- |
| Sudamericano Sub-17 de 2018     | Selección sub-17   | Argentina      | Campeonas    | 3        | 0     |
| Sudamericano Sub-20 de 2020     | Selección sub-20   | Argentina      | Cancelado    | 3        | 0     |
| Sudamericano Sub-20 de 2022     | Selección sub-20   | Chile          | Campeonas    | 6        | 0     |
| Copa Oro de la Concacaf de 2024 | Selección absoluta | Estados Unidos | Subcampeonas | 2        | 0     |
| Total                           | –                  | –              | –            | 14       | 0     |

## Palmarés

### Títulos internacionales
| Título              | Equipo | Sede      | Año  |
| ------------------- | ------ | --------- | ---- |
| Sudamericano Sub-17 | Brasil | Argentina | 2018 |
| Sudamericano Sub-20 | Brasil | Chile     | 2022 |

(*) Incluyendo la selección